# 公乌素镇
公乌素镇，是中华人民共和国内蒙古自治区乌海市海南区下辖的一个乡镇级行政单位。

## 行政区划
公乌素镇下辖以下地区：
建设社区、小康社区和利民社区。